# Settizonio
Il Settizonio o Settizodio (latino: Septizodium o Septizonium o Septisolium) era una facciata monumentale di un ninfeo, dall'aspetto di scena teatrale vitruviana, a più piani di colonne, fatta innalzare dall'imperatore Settimio Severo nel 203 ai piedi del colle Palatino, a Roma. Esso sorgeva sul lato sud-orientale del Palatino e costituiva la facciata della Domus Severiana su questo lato, affacciato sulla via Appia. La Domus e il Settizonio costituivano un'ala aggiunta alla Domus Augustana da Settimio Severo, a sud dello Stadio palatino, nell'ambito della sistemazione delle pendici meridionali e sud-orientali del colle, dove vennero completati gli edifici termali avviati circa un secolo prima da Domiziano.

## Etimologia
L'etimologia del nome è incerta: nonostante siano state fatte varie congetture sull'interpretazione del termine in senso letterale, come una struttura divisa in sette sezioni, su tutte le stampe, anche le più antiche, ne sono visibili soltanto tre.
Un'interessante ipotesi identifica il settizonio come una struttura idrica monumentale, che conteneva le statue delle sette divinità planetarie (nell'ordine): Saturno, Sole, Luna, Marte, Mercurio, Giove, Venere. Sono noti altri esemplari di settizonio, che però sono tutti (con l'eccezione di quello di Roma, quindi) in Africa: Henschir Bedd, Lambaesis, Lilybeum e Cincari.
Nel Medioevo ci si riferiva all'edificio e alla zona adiacente con i termini Septemsolium, Septasolis e Septem Solia.

## Storia

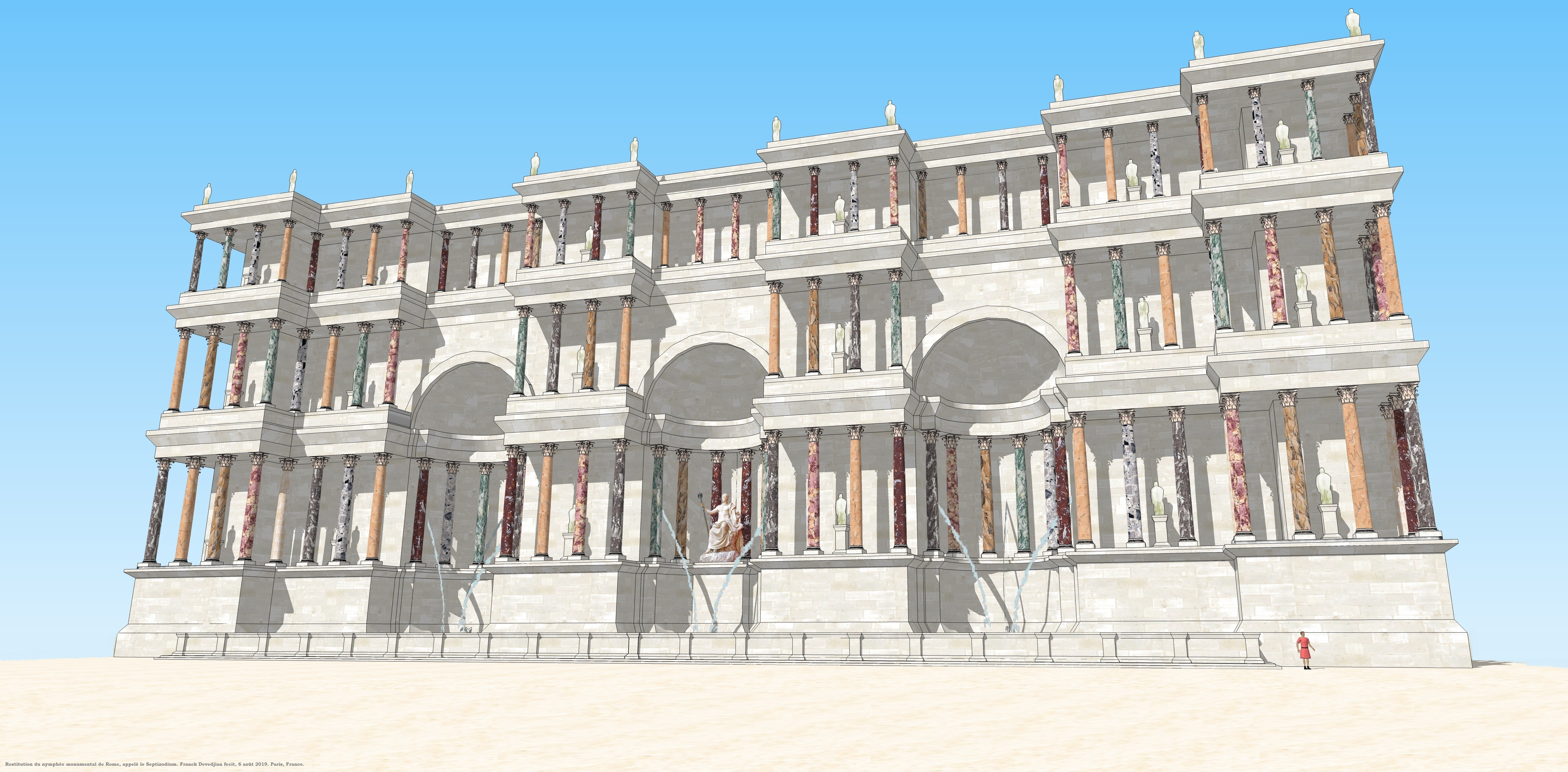
Ricostruzione della facciata del Settizonio

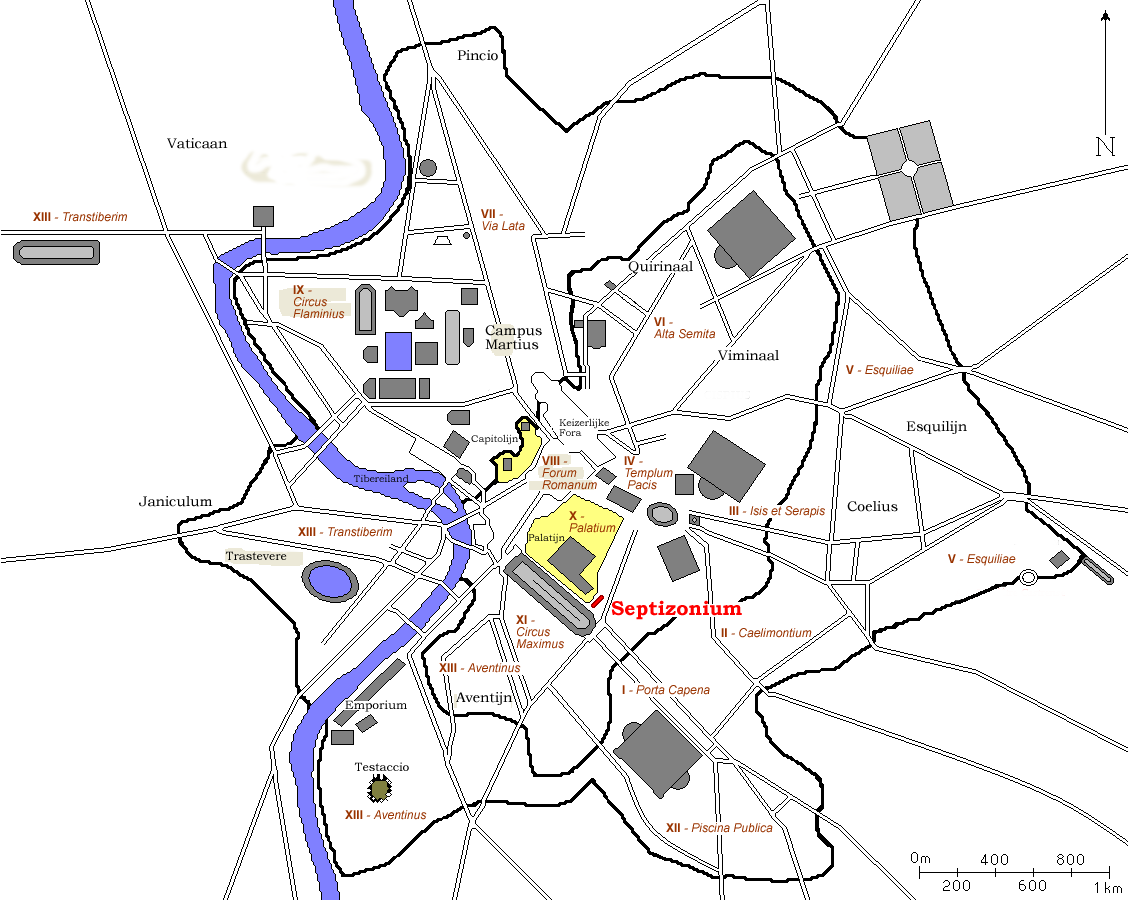
Posizione del Settizonio

Le fonti parlano di un primo septizonium, costruito prima del 40, in cui nacque l'imperatore Tito.
L'imponente edificio severiano lungo quasi 100 metri, sorgeva nella valle tra Celio e Palatino, accanto al Circo Massimo, lungo la via Appia. Secondo le fonti, l'imperatore volle con quest'opera monumentalizzare questo lato del colle, ma soprattutto impressionare coloro che da sud, percorrendo la via Appia, giungevano a Roma, in particolare i suoi conterranei dell'Africa. Verosimilmente costituiva una sorta di quinta scenografica dell'agglomerato sud dei palazzi severiani. Per breve tempo ospitò la tomba dell'imperatore Geta, figlio di Settimio Severo.
L'edificio era già in rovina alla fine dell'VIII secolo e quel che ne restava divenne una delle fortezze baronali da cui nel medioevo si dominava quel che restava di Roma. Crollata la sezione centrale, le due parti delle rovine erano dette Septem solia maior e Septem solia minor. I resti della struttura dovettero entrare nel sistema di fortificazioni dei Frangipane, se la vedova di Graziano Frangipane - che nel 1223 ospitò lì presso, nella Torre della Moletta, il suo amico e maestro Francesco d'Assisi - era detta Jacopa de' Settesoli.
L'8 gennaio 1198 vi si tenne il conclave che elesse papa Innocenzo III e dal 21 settembre al 25 ottobre 1241 quello che elesse Papa Celestino IV.
La distruzione e il prelievo di materiali proseguirono nei secoli. La demolizione definitiva si dovette a Sisto V, e Rodolfo Lanciani descrisse dettagliatamente come le antiche pietre andarono a rivestire mezza Roma:
(Rodolfo Lanciani, Rovine e scavi di Roma antica, Roma 1985, p. 168)

## Descrizione

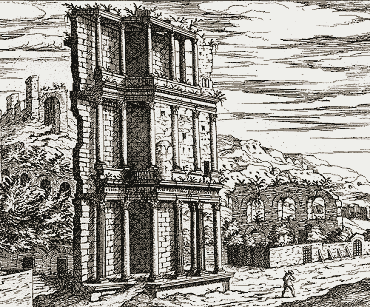
Il Septizodium in un'incisione del 1580

L'edificio è noto dalla pianta sulla Forma Urbis severiana e da disegni rinascimentali. Il prospetto era lungo 89 metri (300 piedi romani) e simile alle frontescena teatrali: vi si aprivano tre nicchioni semicircolari e alle estremità si trovavano due avancorpi a base quadrata, movimentando con spigoli retti e ampie curvature il fronte, che era composto di tre piani colonnati di altezza decrescente verso l'alto. Nelle nicchie si trovavano altrettante fontane a base circolare, con un'unica vasca che ne raccoglieva le acque, in basso.
L'ispirazione generale è da mettere in correlazione con il gusto asiano "barocco", mentre non possediamo sicuri frammenti architettonici che permettano di verificare se anche la decorazione fosse di gusto analogo. Come modelli si possono citare il ninfeo di Mileto, di epoca traianea, e il ninfeo di Aspendos, di epoca adrianea, che a loro volta si ispiravano alle scene degli edifici teatrali che inizialmente erano dotate di giochi d'acqua: non a caso fu proprio in quest'epoca che si diffusero gli spettacoli di mimo acquatico entro vasche (colimbétre), adattate nell'iposcenio o nell'orchestra.